# استیو بورت جونیور
استیو بورت جونیور (اوکراینی: Стівен Буртт؛ زادهٔ ۷ مارس ۱۹۸۴) بازیکن بسکتبال اهل ایالات متحده آمریکا است.